# سفارت قزاقستان در لندن
سفارت قزاقستان در لندن (به انگلیسی: Embassy of Kazakhstan) یک سفارت در بریتانیا است که در لندن واقع شده‌است.